# روب إيلدر
روب إيلدر (بالإنجليزية: Rob Elder)‏ هو نبال فيجي، ولد في 25 أبريل 1981 في سوفا في فيجي.

## وصلات خارجية
- روب إيلدر على موقع الاتحاد الدولي للرماية بالسهام (الإنجليزية)
- روب إيلدر على موقع أوليمبيديا (الإنجليزية)